# Пеґґі Вітсон
Пеґґі Еннет Вітсон (англ. Peggy Annette Whitson) — американський біохімік, космонавт НАСА, перша жінка-командир Міжнародної космічної станції.
Здійснила три космічні польоти, 10 виходів у відкритий космос, сумарний час роботи у відкритому космосі — 60 годин 21 хвилин, що є рекордом серед жінок. Володарка рекорду тривалості безперервного польоту серед жінок — 289 діб 5 годин, в складі екіпажів МКС-50, МКС-51 та МКС-52 (17.11.2016 - 03.09.2017). За час її кар'єри, сумарний час перебування на орбіті — 665 діб 22 години, що, станом на вересень 2017 року, є абсолютним рекордом за тривалістю роботи в космосі серед жінок, і серед всіх астронавтів НАСА. Була найстаршою жінкою-астронавткою (57 років), що перебували в космосі.
З жовтня 2009 до червня 2018 обіймала посаду керівника загону американських космонавтів.
16 червня 2018 року вийшла на пенсію.

## Освіта
- 1978 закінчила середню школу (англ. Community High School) в місті Маунт-Ейр.
- 1981 отримала ступінь бакалавра наук (біологія і хімія) у Веслеянському коледжі Айови (англ. Iowa Wesleyan College).
- 1985 отримала ступінь доктора наук (біохімія) в Університеті Райса (англ. Rice University) у Х'юстоні.

## Космічні польоти

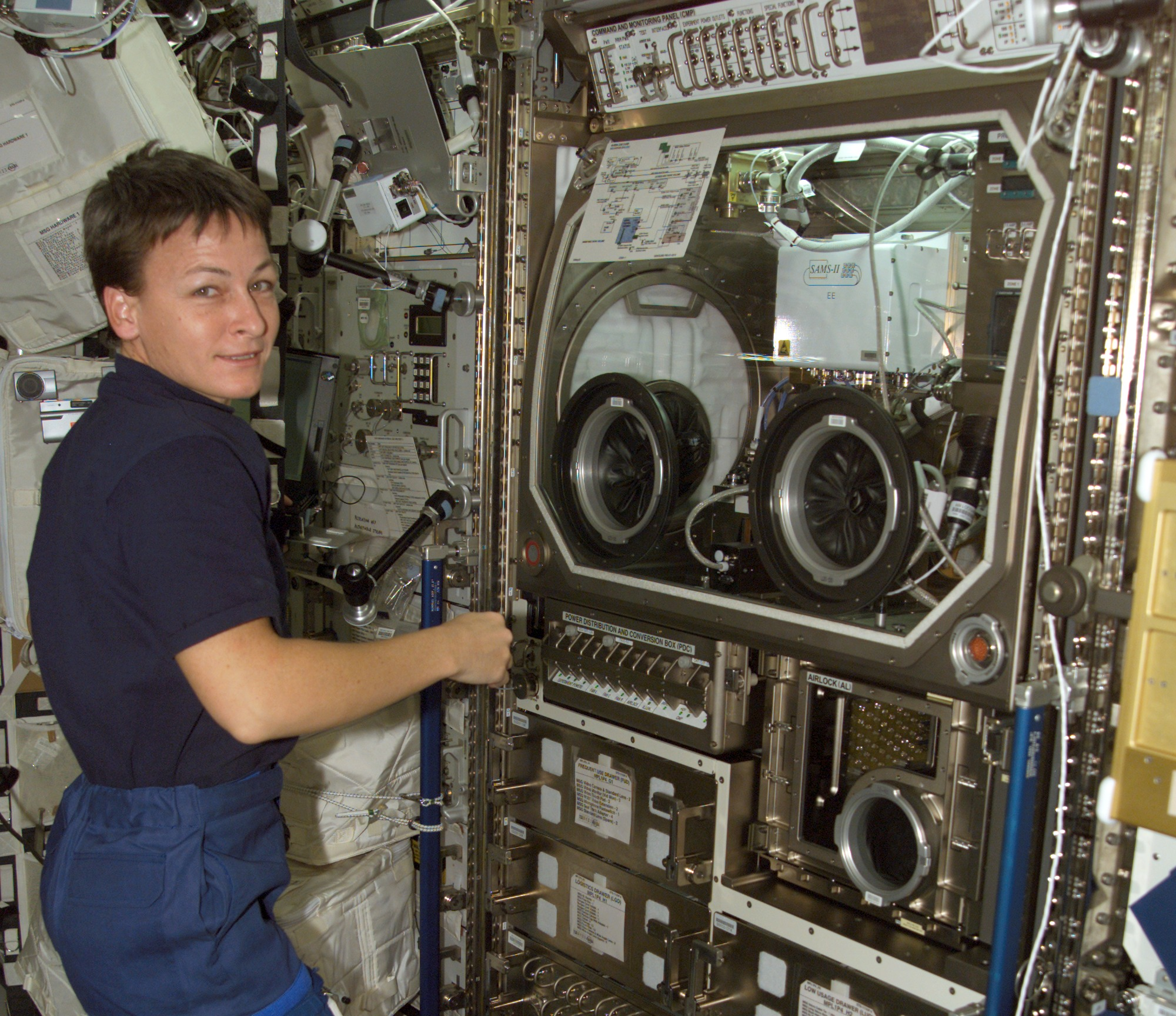
П. Вітсон на борту МКС, 8.07.2002

Перший політ тривав з 5 червня по 7 грудня 2002, Вітсон була бортінженером у складі МКС-5. На станцію вона прибула на шатлі Індевор запущеному за програмою STS-111, повернулася на Землю на ньому в рамках програми STS-113. За час польоту виконала один вихід у відкритий космос.
Другий політ почався 10 жовтня 2007 і закінчився 19 квітня 2008. Пеґґі Вітсон була призначена командиром експедиції МКС-16. За час експедиції вона здійснила 5 виходів у відкритий космос. Доставка на станцію і відліт з неї здійснювалися кораблем «Союз ТМА-11».
Третій політ розпочався 17 листопада 2016 на кораблі Союз МС-03. Пеґґі стала членом експедицій МКС-50, МКС-51 та МКС-52. 6 січня 2017 разом з Робертом Кімбро здійснила вихід у відкритий космос, що тривав 6 годин 32 хвилини. Космонавти зняли старі нікель-водневі акумуляторні батареї і підключили три нові літієво-іонні акумулятори, доставлені у грудні 2016 кораблем H-II Transfer Vehicle місії HTV-6. Під час свого восьмого виходу у відкритий космос 30 березня 2017 року (спільно з Р. Кімбро) встановила рекорд сумарного перебування жінок у космосі. 12 травня 2017 року спільно з Джеком Фішером здійснила дев'ятий вихід у відкритий космос. 22 травня 2017 року спільно з Дж. Фішером здійснила свій десятий вихід у відкритий космос, який був позаплановим на МКС. У ході роботи протягом 2 год. 46 хв. було замінено один з двох MDM-ретрансляторів для контролю за системами станції, який вийшов з ладу 20 травня. Політ завершила 2 вересня 2017 року у складі екіпажу Союз МС-04, який повернувся на Землю. Тривалість польоту для П. Вітсон склала 290 діб.

## Галерея

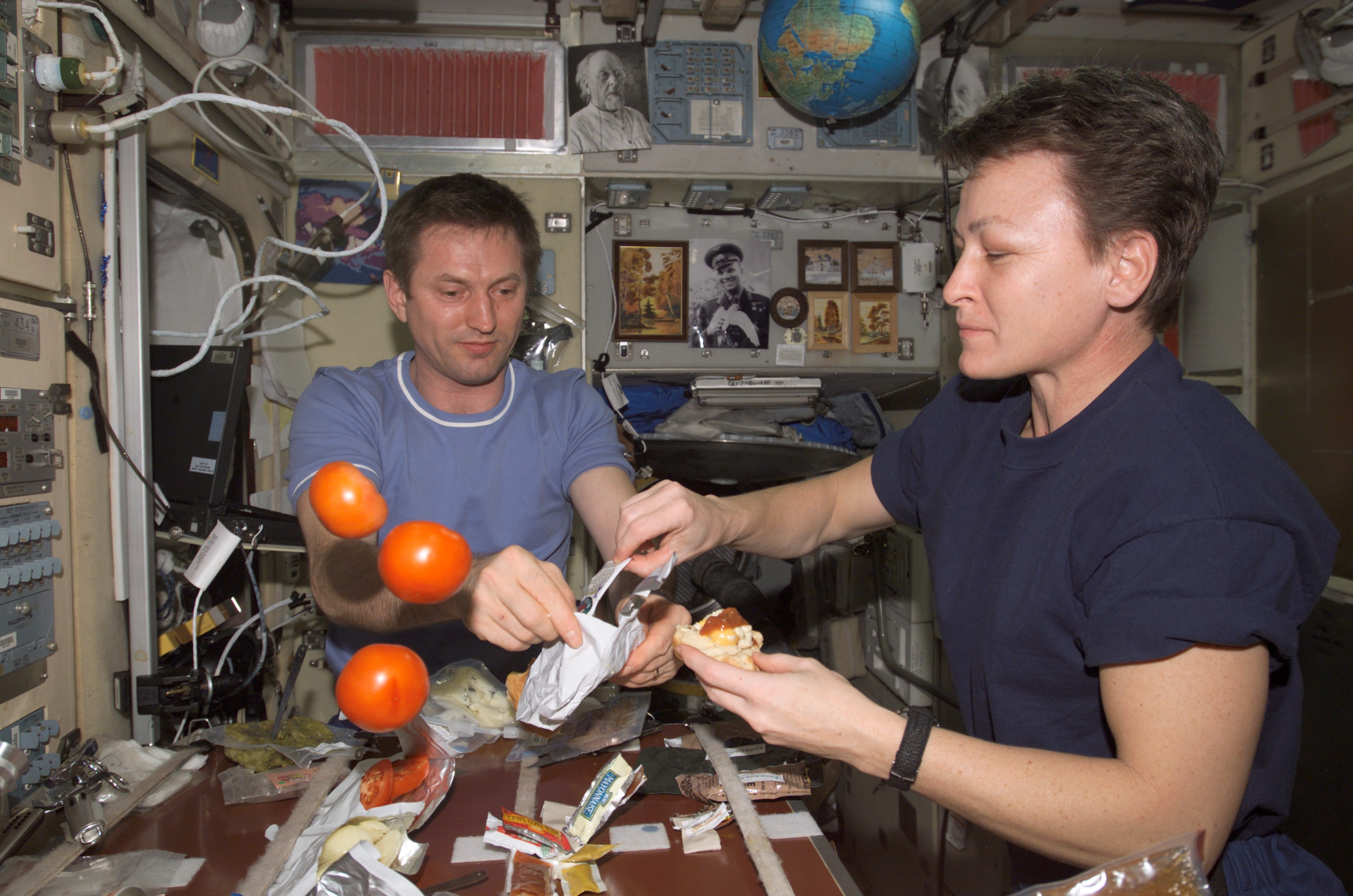
Пеґґі із Сергієм Трещовим разом їдять (помідори висять у повітрі), 4 жовтня 2002
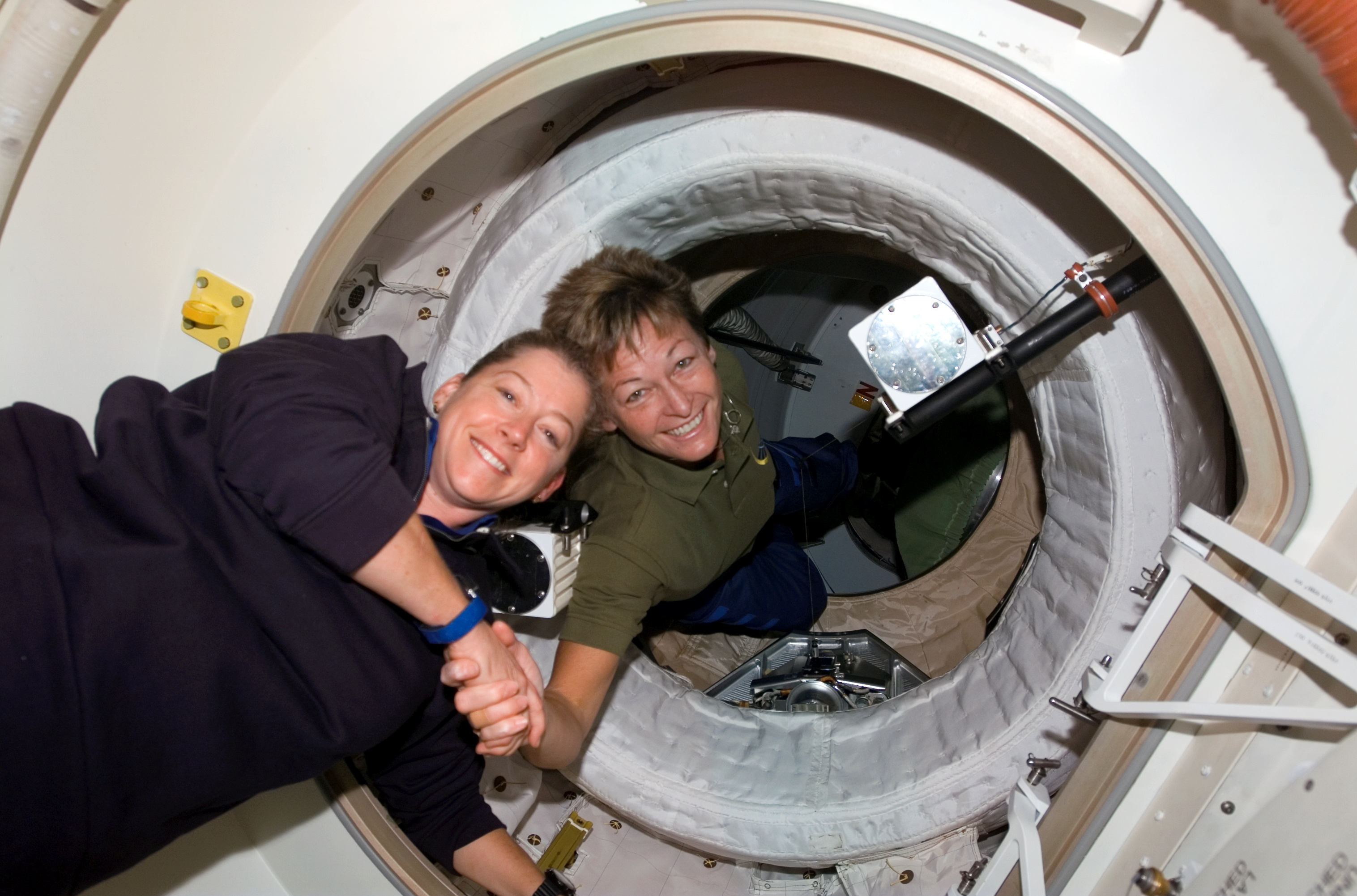
Пеґґі вітається із іншою космонавткою Пем Мелрой, 25 жовтня 2007
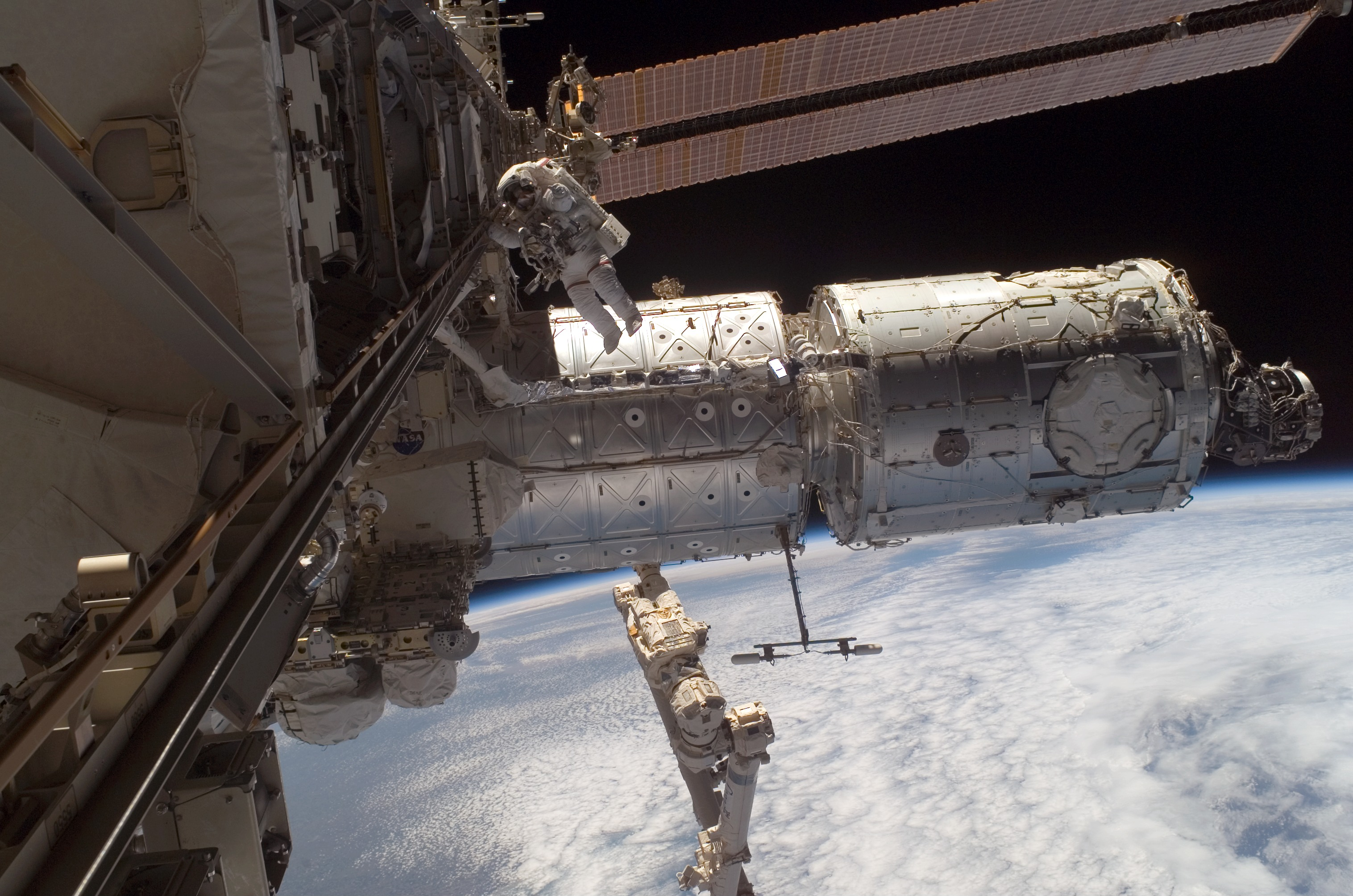
В космосі, 24 листопада 2007
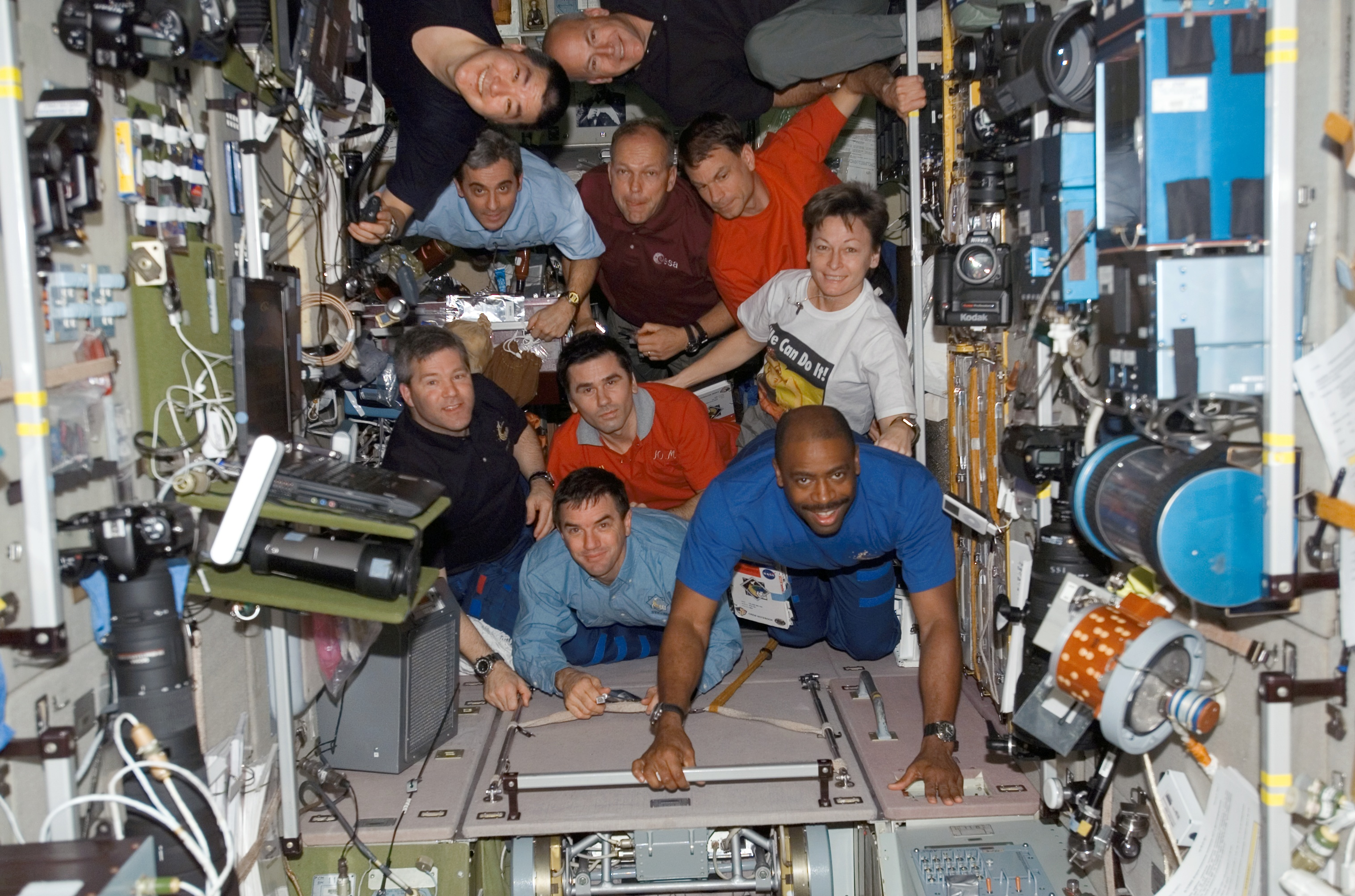
На МКС 17 лютого 2008
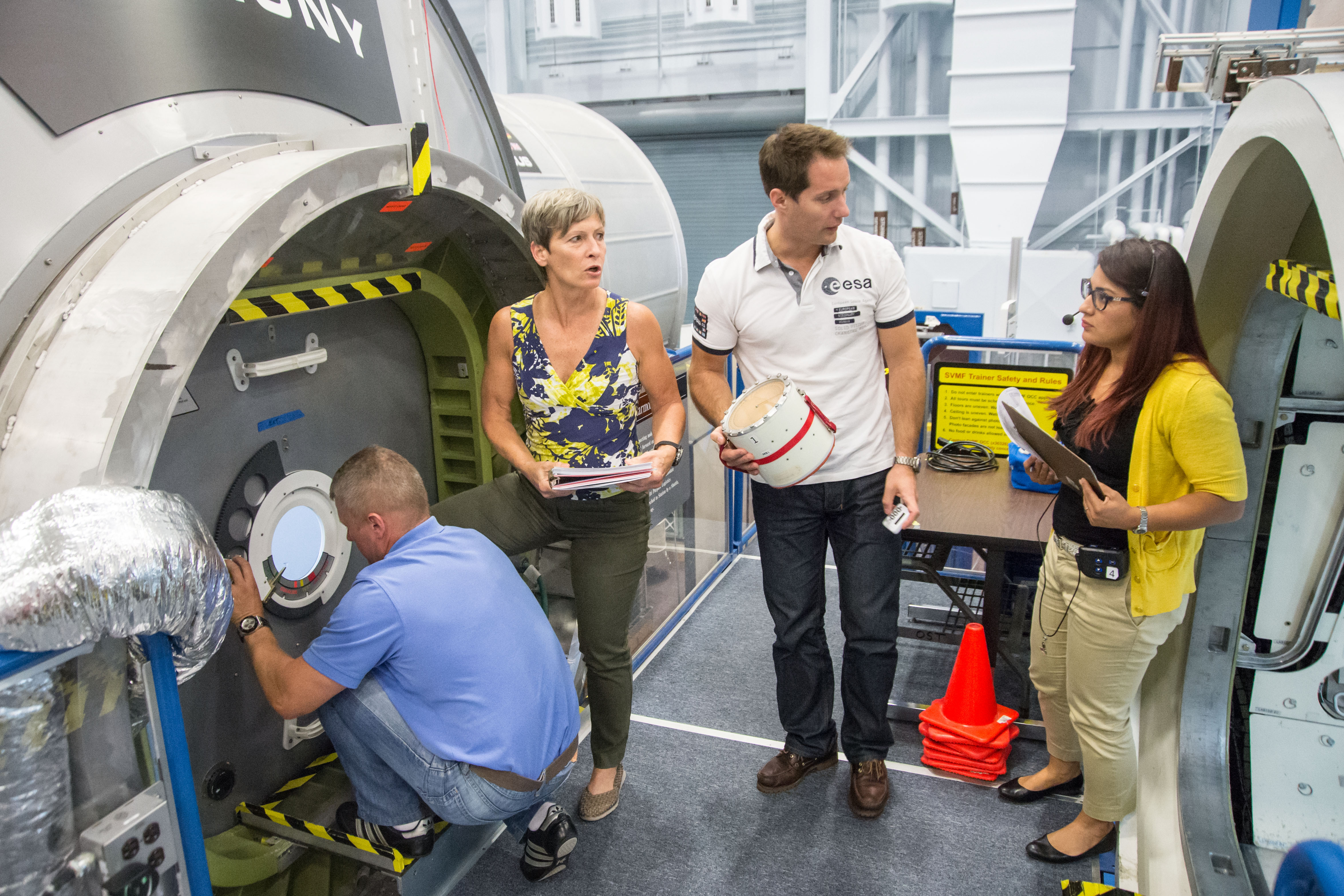
На тренуванні, 17 вересня 2015
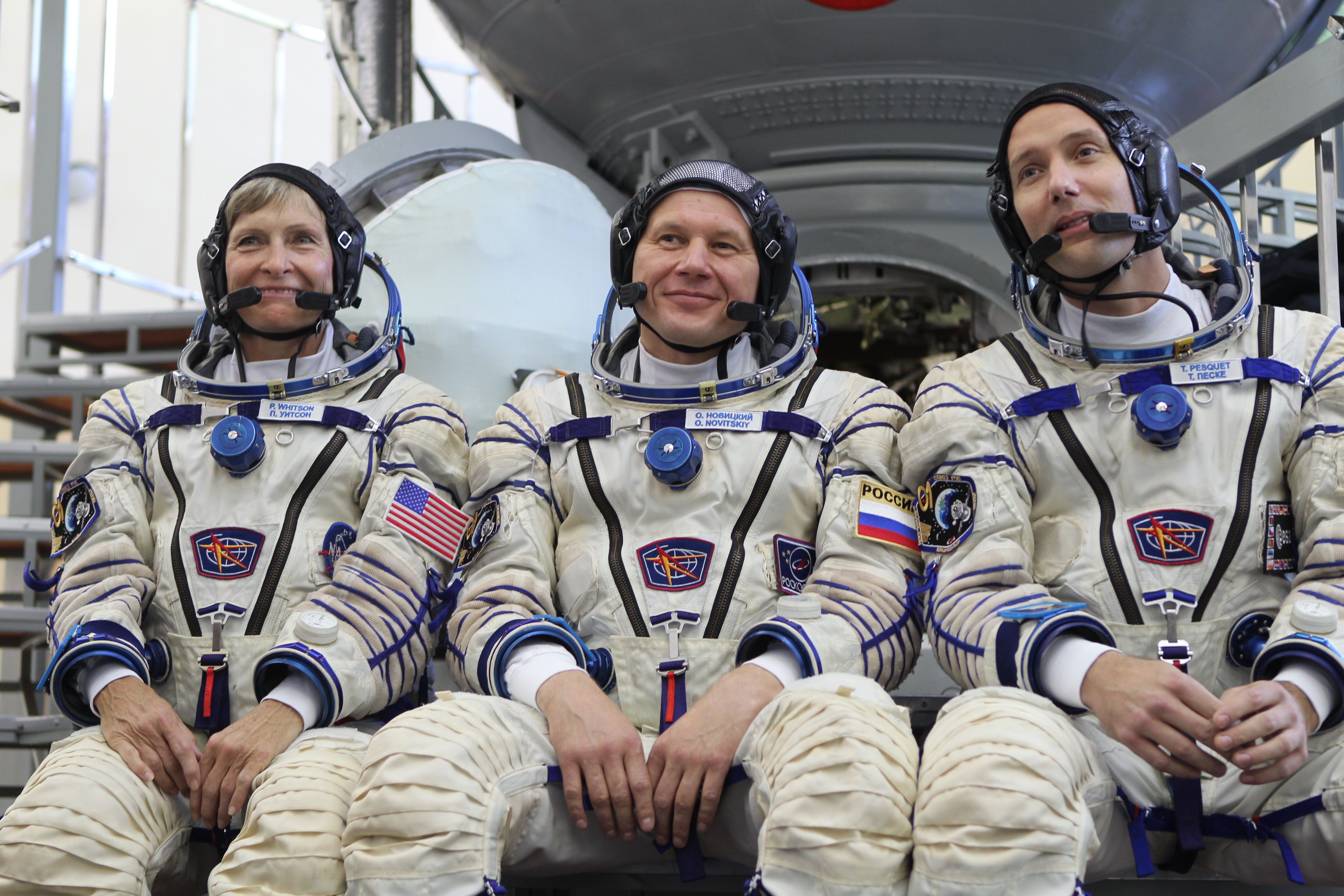
26 травня 2016 у Зоряному містечку на тренуванні, 26 травня 2016
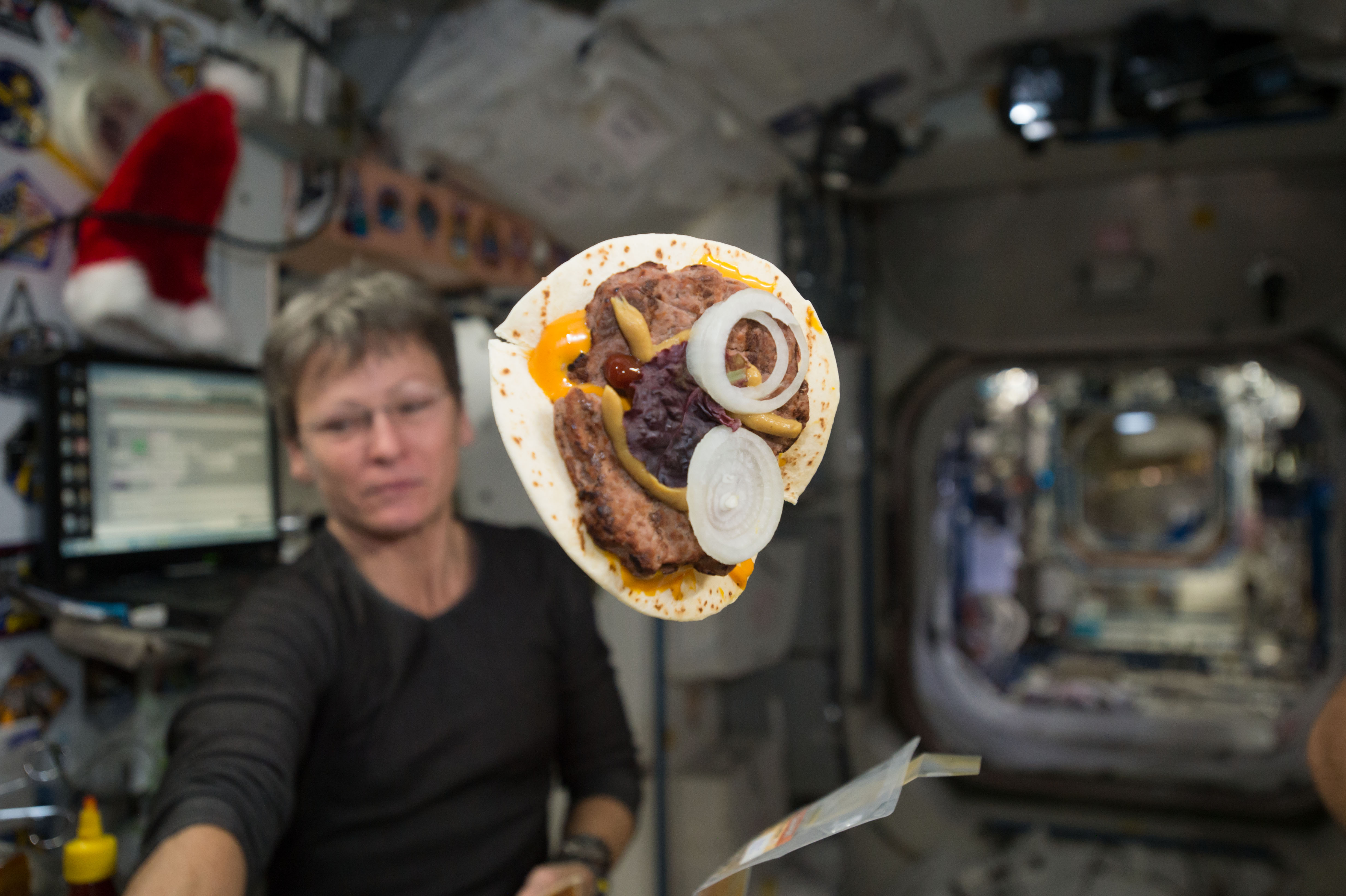
Пеґґі із чізбургером на МКС, 26 грудня 2016
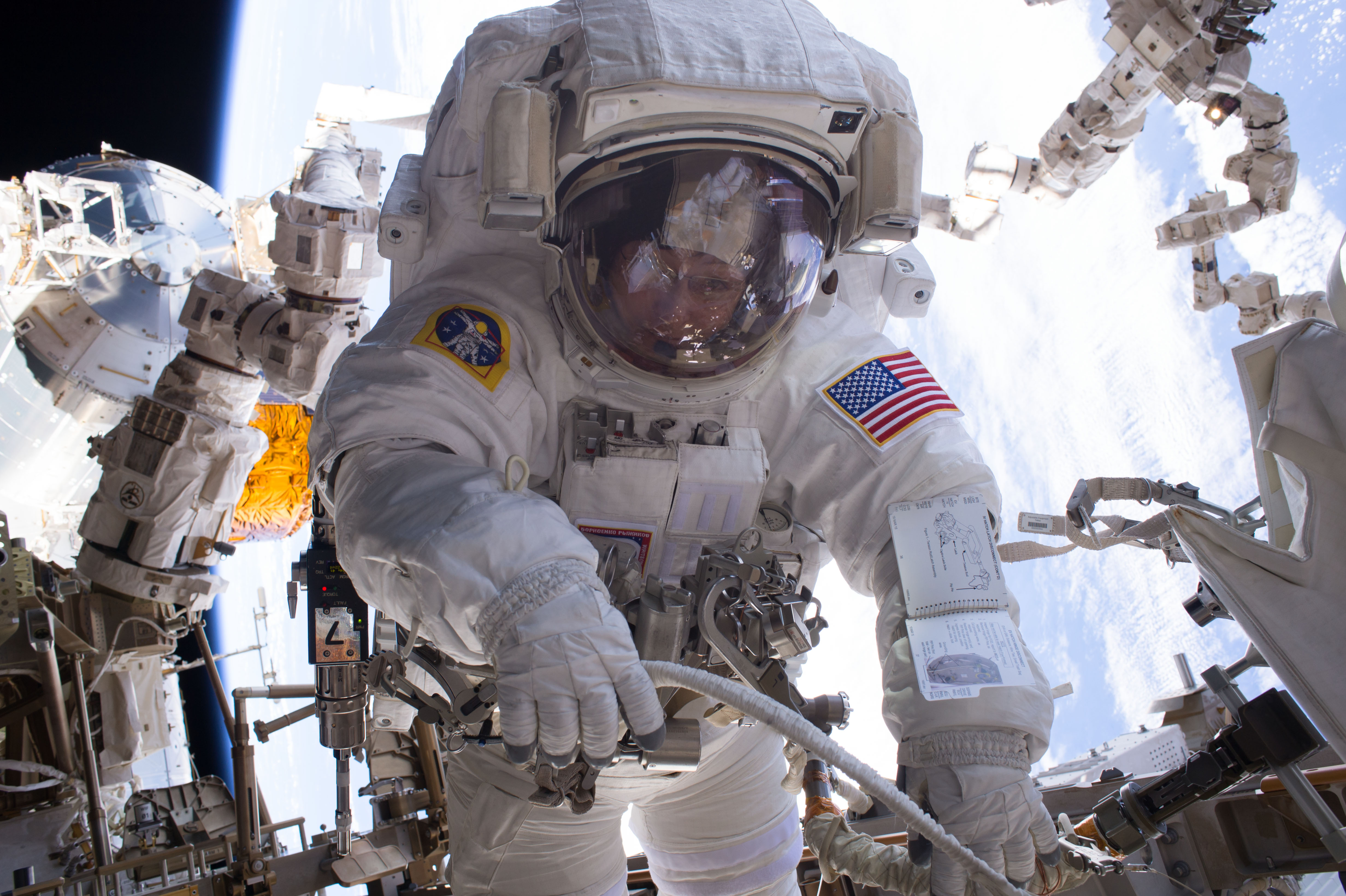
В космосі, 6 січня 2017
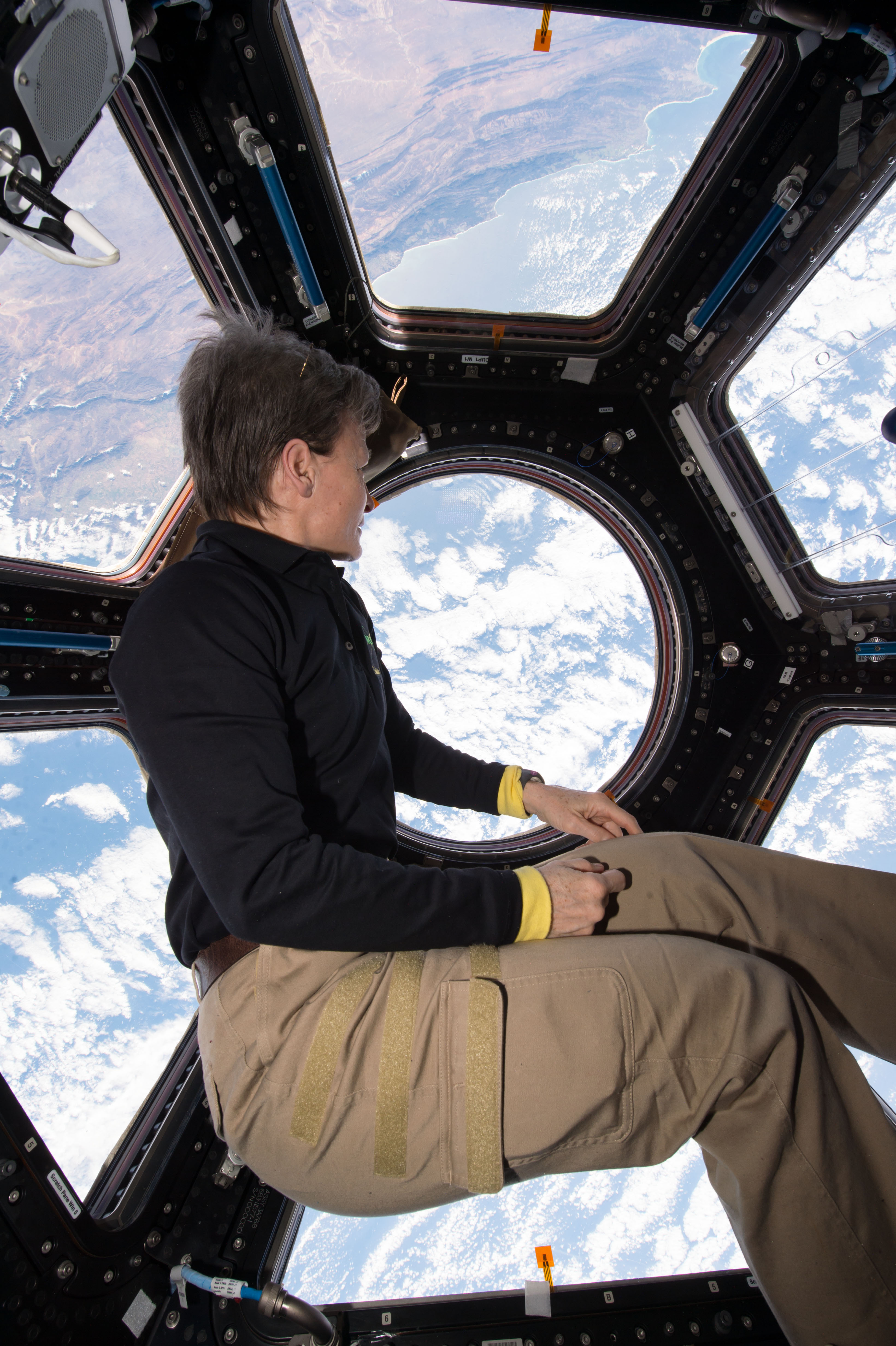
Спостереження за Землею із модуля Купол, 18 липня 2017
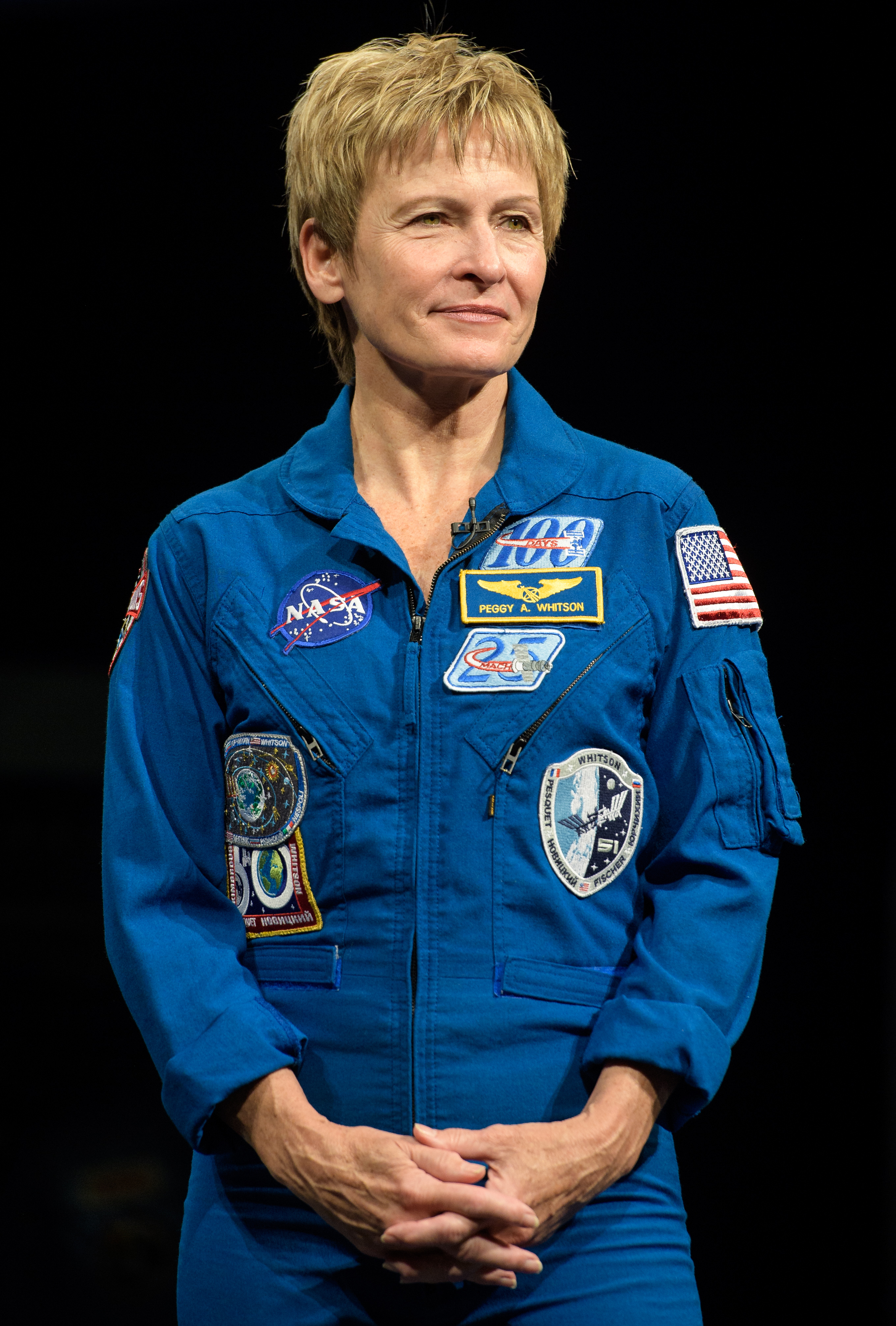
На конференції 2 березня 2018